# Sjågesta
Sjågesta är en bebyggelse nordväst om Rinkaby i Rinkaby socken i Örebro kommun. Från 2023 avgränsar SCB här en småort.